# Кинеска јесетра
Кинеска јесетра (лат. Acipenser sinensis) је зракоперка из реда Acipenseriformes и фамилије Acipenseridae. 

## Угроженост
Ова врста се сматра угроженом.

## Распрострањење
Врста је присутна у следећим државама: Кина, Јужна Кореја и Јапан. Присутна је и у северозападном Пацифику.

## Станиште
Станишта врсте су речни екосистеми и слатководна подручја, и море.